# André Moulonguet
André Moulonguet était un médecin français. Il a exercé la profession d'oto-rhino-laryngologiste aux Hôpitaux de Paris .

## Histoire
Moulonguet a publié plusieurs livres au long de sa carrière, dont un traitant des vertiges en 1927  et un autre traitant sur l'otologie en 1933 .
Il a étudié le fonctionnement du larynx humain en 1952-1953 .

## Décoration
- Officier de l'ordre de la Santé publique (1956)[5]